# Catherine Eddowes
Catherine Eddowes, nota anche come Kate, Kate Conway, Kate Kelly e Mary Ann Kelly (Wolverhampton, 14 aprile 1842 – Londra, 30 settembre 1888), è stata una presunta prostituta inglese, famosa per essere stata la quarta vittima accertata del serial killer Jack lo squartatore.

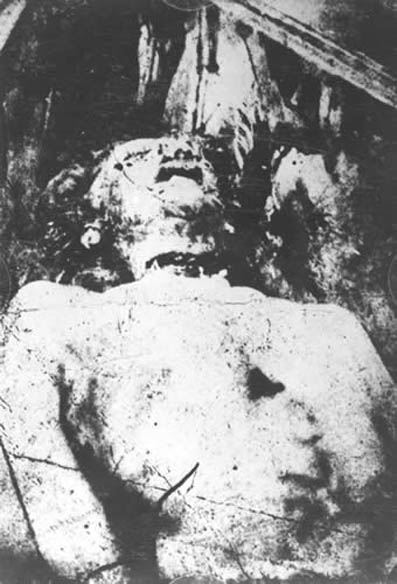
Fotografia mortuaria di Catherine Eddowes.

Venne uccisa la notte di domenica 30 settembre 1888, la stessa notte in cui, meno di un'ora prima, era avvenuto l'omicidio di Elizabeth Stride. Questi due omicidi sono comunemente denominati "doppio caso" e sono stati attribuiti a Jack lo Squartatore.
La sfortunata vittima, Catherine Eddowes, venne ritrovata in un lago di sangue, a pancia in su. La faccia era sfregiata: naso e lobo dell'orecchio sinistro erano tagliati, così come la palpebra dell'occhio destro, solcata da profondi tagli. Il volto era sfigurato con un taglio a "V" sulla parte destra e con numerose lacerazioni sulle labbra tali da mostrare le gengive. Il corpo era sventrato con un taglio dall'inguine alla gola; lo stomaco e gli intestini erano stati estratti e appoggiati sulla spalla destra della donna, il fegato appariva tagliuzzato, il rene sinistro e gli organi genitali erano stati portati via. Per finire, era stata sgozzata con uno squarcio fin quasi alla decapitazione.

## Biografia
Catherine Eddowes, nata a Graisley Green, Wolverhampton, si trasferisce a Londra con la sua famiglia, ma poi torna a Wolverhampton per ottenere un posto di lavoro, che perderà trasferendosi di nuovo a Londra assieme a un uomo chiamato Thomas Conway, dal quale avrà tre figli, una ragazza e due ragazzi. Lascerà la famiglia nel 1880, e un anno più tardi vivrà con un nuovo partner di nome John Kelly, al centro di Londra. Forse iniziò a prostituirsi per poter pagare l'affitto, nonostante la sua famiglia abbia sempre negato che ella fosse una prostituta.
Secondo i rapporti di Scotland Yard, al momento della sua morte aveva i capelli castani ramati scuro, occhi nocciola, e un tatuaggio in inchiostro blu sul suo avambraccio sinistro, "TC".
Gli amici di Eddowes la descrivevano come "intelligente e studiosa, ma in possesso di un forte temperamento".

### Morte

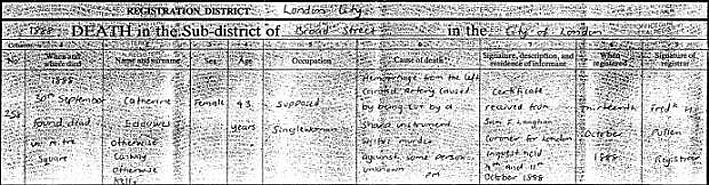
Certificato di morte di Catherine Eddowes

Sabato 29 settembre alle 20:30, Catherine Eddowes è stata trovata ubriaca ad Aldgate High Street, stesa sulla strada, da PC Louis Robinson ed è stata presa in custodia alla stazione di polizia di Bishopsgate, dove rimase fino alle ore 1:00 del 30 settembre. Uscendo dalla stazione, si voltò a sinistra in direzione di Aldgate, piuttosto che girare a destra per prendere il percorso più breve per tornare a casa sua; è stata vista viva l'ultima volta da tre testimoni, Joseph Lawende, Hyam Joseph Levy e Harry Harris, in piedi a parlare con un uomo (presumibilmente il suo assassino) presso l'ingresso della chiesa alle ore 1:35. Dieci minuti più tardi, alle ore 1:45, il suo corpo, orribilmente mutilato, è stato trovato nei pressi di Mitre Square da Edward Watkins.
L'orribile mutilazione di Eddowes e l'estrazione del suo rene sinistro e parte del suo grembo dal suo assassino, portavano la firma di Jack lo Squartatore. L'omicidio della Eddowes è stato molto simile all'omicidio di Annie Chapman.

## Funerale
Catherine Eddowes fu sepolta lunedì 8 ottobre 1888 in una bara di olmo, nel City of London Cemetery and Crematorium, nel borgo londinese di Newham.

## Foto dall'autopsia
Durante l'autopsia furono scattate parecchie foto al cadavere: